# アレクサンドロス・パパナスタシオウ
アレクサンドロス・パパナスタシオウ（ギリシャ語: Αλέξανδρος Παπαναστασίου、英：Alexandros Papanastasiou、1876年7月8日 - 1936年11月17日）は、ギリシャの弁護士、社会学者、政治家。

## 生涯
アルカディア地方のトリポリに生まれる。パナギオティス・パパナスタシウとマリゴス・ロガリス=アポストロプーロの息子。父は高校の校長で教育省の部長、マディニアの代議士を務め、母はレヴィディ市長の娘であった。両親の経済的な繁栄は、彼のその後のキャリアを決定づけた。
アテネ大学で法律と社会科学を学んだ後、ハイデルベルク、ベルリン、ロンドン、パリの大学で法律と哲学の研究を続けた。ドイツで学んだ当時は社会主義思想が流行しており、彼の考え方もその影響を受けていた。特に協同組合主義の理論的問題に関心を持ち、自身の中に強い協同組合概念を形成した。
1907年にギリシャに戻り、翌年には社会学会を設立し、（アレクサンドロス・デルムゾス、トラスブロス・ペティメザスとともに）「社会学者グループ」の共同設立者となった。
1910年、社会学会のメンバーが人民党を結成し、同年の選挙で国会議員に選出された。彼は、テッサリアの土地を持たない人々にチフリキアの利権を与えるために激しく戦った。1916年、自由党の代議士としてテッサロニキ運動に参加し、イオニア諸島革命政府の代表を務める。1917年3月、テッサロニキ臨時政府からイオニア諸島総局に任命される。1910年、1915年、1923年、1926年、1928年、1932年、1933年、1936年に数回副議長に選出される。1917年から1920年までヴェニゼロス政権で運輸大臣、臨時供給・内務大臣を務めた。1922年に「民主主義宣言」を発表し、小アジアの親国王派政権の政策を非難する一方、民主主義の確立を提唱した。この行為により禁固刑に処せられたが、プラスティラス運動の勃発により釈放された。
1917年6月14日、臨時政府がアテネに移され、再建されると、パパナスタシウは運輸省を引き継ぎ、1920年11月1日の選挙まで同省を担当した。逓信大臣として、ポリテクニックと美術学校の再編成を推進し、1917年8月に火災で焼失したテッサロニキの新しい都市計画を法律（一般建築規則）で批准し、アテネの都市計画を研究する委員会の設置を議会に勧告する。

### ギリシャ首相
1924年3月、自由党の支持を得て政権を樹立。1924年3月25日、王政の崩壊を宣言し、再建されない共和制を宣言する決議案を第4回制憲議会に提出した。この決議は1924年4月13日の国民投票によって批准された。テッサロニキへの大学設立、民衆語の承認などは、首相時代の重要な立法行為とされた。また、1924年3月12日から1924年3月31日まで外務大臣を務めた。1926年から1928年まで、ザイミス政府の農業大臣を務めた。そこで彼は協同組合のアイデアのいくつかを実行に移し、土地を持たない人々の問題などに対処した。
1932年5月26日、彼は政権樹立の委任を受け、同政権は発足したが、1932年6月3日にほとんど即座に辞任した。1932年5月26日から1932年6月5日まで外務省の職務も与えられた。1933年1月から3月までは、ヴェニゼロス政権で国民経済大臣、一時は農業大臣を務めた。1935年の運動の失敗の後、軍法会議にかけられたが無罪となった。
バルカン半島の平和と協力の熱烈な支持者で、この目的のために「バルカン同盟」を設立した。テオドロス・パンガロスとイオアニス・メタクサスの独裁政権に反対した。メタクサスの独裁政権では、彼を軟禁した。

## 死去
1936年11月17日、心臓発作のためエカリで急死。葬儀は公費で執り行われ、数千人の市民が参列する静かな反独裁運動の機会となった。8月4日、葬儀に関するいかなる情報も、亡くなった政治家に関する記事や死亡記事も出版が禁止された。
今日、アルカディアのレヴィディには、パパナスタシウの思い出を称える博物館がある。実際、彼の所持品に加えて、アルカンの政治家の脳が特殊な化学液の中に保管されている。
テッサロニキでは、彼の名を冠した大通りがあり、アリストテレス大学では、キャンパスの中央に彼の銅像が建てられている。また、ハニアで最も大きく賑やかな通りのひとつにも彼の名前が付けられている。

## 社会学会とパパナスタシウの社会主義観
ベルリンでの研究を終えたパパナスタシウは、1907年にアテネに戻った。翌年、アテネに「社会学協会」という名の協会が設立された： I) 哲学的、経済学的研究を援助し、それらを普及させること II) 政治的原理が実際的に認識されているように、次のことを目的とする： A) 国家の目的は、社会のすべての構成員にとって、その人格の発達のために等しく有利な条件を確保し、促進することである。 B) この目的を達成するためには、生産手段が共通化され、富の分配がそれぞれの必要に応じて規制されなければ、完全に達成されることはない、 経済的・政治的組織は、それが特定の個人または階級の個人的利益に損害を与えようとも、可能な範囲で徐々に変更されなければならない。
しかし、協会の規約では、国家に加えて、労働者にも特別な配慮がなされていた。労働条件の改善、労働者の利益を守るための組合の設立、職場における女性と未成年者の保護、労働時間の制限と日曜祝日の導入、I.K.A.の設立などを求めたパパナスタシウの闘いはよく知られている。
彼はギリシャにおける最初の社会主義政治家の一人であるが、共産主義からは程遠い。彼は、社会を社会主義的なものへと段階的かつ着実に発展させることを望んでおり、革命は文明に対する冒涜であるとしている。このようなコンセプトは、労働者運動におけるマルクス主義的な思想の広がりに対抗するために、特に研究中に発展させたものである。彼は、この階級に現存する問題を明確に認識しているが、何よりもその「科学的診断」と知識人エリートの触媒的役割を信じている。彼の目的は、「思いやりのある」国家の形成である。国家は、社会経済と国の労働体を促進するために、労働者階級に段階的に譲歩しなければならない。

K.トリアンタフィロプロスによれば、『アレクサンドロス・パパナスタシウ研究-言説-論文』の序文で、次のように述べている。
アレクサンドロス・パパナスタシウは、革命的社会主義にも共産主義にも反対する改革主義的社会主義の信奉者であった。パパナスタシウのマルクス主義社会主義との違いは、社会現象の理論的分析に関する問題ではなく、社会の社会主義的変革に向けた実現可能なプログラムの内容に関する問題にあった。それは明らかに、ロシアにおける発展と、同国における革命が労働者運動に与えた影響から影響を受けている。
これらの見解は、社会的・政治的プロセスにおける労働者階級の役割にまで及んでいる。ギリシャについては、労働者階級を、支配階級に対抗し、国家に譲歩を迫るようなレベルの社会的・政治的同盟に組織化することによって、社会主義移行を実現できると考えている。同時に国家は、進化的社会主義の原則に基づいた政策を実施しなければならない。これは、民主的な移行過程の考え方を受け入れる場合にのみ可能である。このような社会主義思想の主な特徴は、労働者運動とは無関係に国内に導入され、発展することである。しかも当時のギリシャの労働者階級は、信じられないほど数が少なく、明らかに無秩序であった。この点で特徴的なのは、ヴェニゼロスの議会での発言である。ヴェニゼロスは議会でD.ラリスにこう答えている。
しかし、もし労働者が本当に多数であったとしても、この部屋にいるのは、この人々を代表する私たち数人であることは間違いないでしょう。
ヴェニゼロスとパパナスタシウの間には、特に政治的に共存していた初期の頃、機能と役割の相互補完性があった。ヴェニゼロスの大胆で当時としては勇気のある政策は、パパナスタシオウの漂流を必要とし、パパナスタシウはさまざまな措置を実施するための基盤を整えていた。
こうした見解は、自由党幹部の多くに共有されていた。社会内対立の存在の認識、労働者階級の自律的な組織の必要性の認識、国家の恣意的な役割の認識、社会的救済の追求、社会的対立の一般化と蓄積を避けるために、資本主義国家の存立を危うくしない社会改革の受け入れ、などである。ヴェニゼロスにとって、労働者の自律的な組織は、本来中立である国家が支配ブルジョアジーから自律し、その仲裁的役割を妨げられることなく行使するのを助けるだろう。一方、パパナスタシウにとって、組織化された労働者階級は、階級ブルジョア国家に圧力をかけ、政治的選択において自らの利益を考慮するよう強いるだろう。
1910年、彼は社会学会のメンバーとともに「人民党」を創設した。この党の目的は、週刊紙『社会主義』の別冊に16ページにわたって掲載された規約の中で述べられているように、国家の強化、人民の主権、職業階級の組織化、外的危険からの国家の保護、教育制度の改善に向けられている。人民党は1910年の第1回修正主義国会に初登場したが、短期間で解散した。党の綱領を読むと、資本主義的生産関係についていくつかの結論を導き出すことができる
労働者階級は賃金の改善を経験したが、それは使用者の犠牲の上になされたものではなく、生産性の上昇に比例したものでもなかった。富の一方的な分配は、したがって、社会の構造と機能にとって、ある種の触媒的な問題を意味する。たとえば、生産手段の所有に基づく社会階級の創造であり、それは、人間の進歩のためではなく、生産手段を所有する階級の利益のための財の創造をもたらす限りにおいて、進化の重荷となる。このすべての当然の帰結として、既存の政党はブルジョアジーの利益の従順な道具となり、ブルジョアジーは実際、自らの利益のために（あからさまに、あるいは隠密に）国家を統治している。
パパナスタシウは、ヴェニゼロスとはたびたび意見が対立していたにもかかわらず、個人として、あるいは民主連合の一員として、政治生活のほとんどを自由党員として過ごした。ヴェニゼロスは、自由党の進歩的な党派の左側に位置していた。年月が経つにつれ、ヴェニゼロスはその年齢と物事の見方の違いから保守的になり、パパナスタシウが当初の急進的な見解を堅持していたため、意見の相違が生じた。

自由党との最後の協力とヴェニゼロスに対する彼の扱いは、ペンによってこう説明されている。デルタの日記にこうある：
1932年5月の選挙前夜、最後の首相となったヴェニゼロスは、自力での成功の見込みがなく、フィルヘレネスとの合流を望んでいたパパナスタシウから打診を受けた。ヴェニゼロスはいつものようにそれを受け入れた。ある晩、彼が私たちの家で夕食をとっていたとき、彼らは話し合っていた。彼はテーブルの私の右側に座っていた。大統領、なぜ彼を受け入れるのですか？彼をどうするのですか？彼は答えた 「いい手がかりだ。なぜ受け入れてはいけないのですか？-彼は何度もあなたを裏切った。また裏切るでしょう」。ヴェニゼロスは子供のように軽く笑った。「でも、それでも私は彼を信じます」。私は焦って彼に言った。「なぜ彼を受け入れるのですか、なぜそんなふうに彼に笑われるのですか」。すると彼は、いつもと同じような軽い笑みを浮かべて答えた： 「パパナスタシウが、あるいは他の誰かが、私に話しかけてきたら、私は彼を信じる。私はいつも彼を信じている。パパナスタシウにしろ、他の誰かにしろ、私に話しかけられたら、私は彼を信じる。私は嘘をつかない。ヴェニゼロスは憂鬱になった。「どうしよう」彼は肩をすくめて言った。「パパナスタシウもそうだった。彼は何度も彼を欺き、何度も裏切った。そのたびに彼は再び現れ、彼に言った： "今度こそ、心から、あなたと協力したいのです "と言うと、彼は子供のような素朴さで彼を受け入れ、肩を叩いてこう言った。"彼の心の奥底では、私たちが同じ理想に突き動かされていることを知っています "と。
こうした意見の相違は、二人の政治家の間に相互の尊敬がなかったことを意味するものではなかった。1915年12月16日、17日、20日に『ネアエラス』紙に掲載されたパパナスタシウによる一連の記事では、ヴェニゼロスの国の外交政策に対する姿勢、1909年のような重要な時期における国内問題への関与、その後の改革が称賛されている。